# Budihal, Sampgaon
Budihal là một làng thuộc tehsil Sampgaon, huyện Belgaum, bang Karnataka, Ấn Độ.